# Jantar (Stegna)
Jantar (deutsch Pasewark) ist ein Dorf im Verwaltungsbezirk Gmina Stegna im Powiat Nowodworski in der Woiwodschaft Pommern im Norden Polens.

## Geographie
Der Ort liegt etwa 15 Kilometer nordwestlich von Nowy Dwór Gdański und 27 Kilometer östlich der Regionalhauptstadt Danzig. Mikoszewo befindet sich östlich der Mündung des Weichseldurchstichs am Beginn der Frischen Nehrung. Im Westen liegt jenseits der Weichsel Świbno (Schiewenhorst). Im Westen grenzt er an Mikoszewo (Nickelswalde), im Osten an Stegna Steegen und im Süden an Drewnica (Schönbaum). Es liegt in der historischen Region Pommern.

## Geschichte

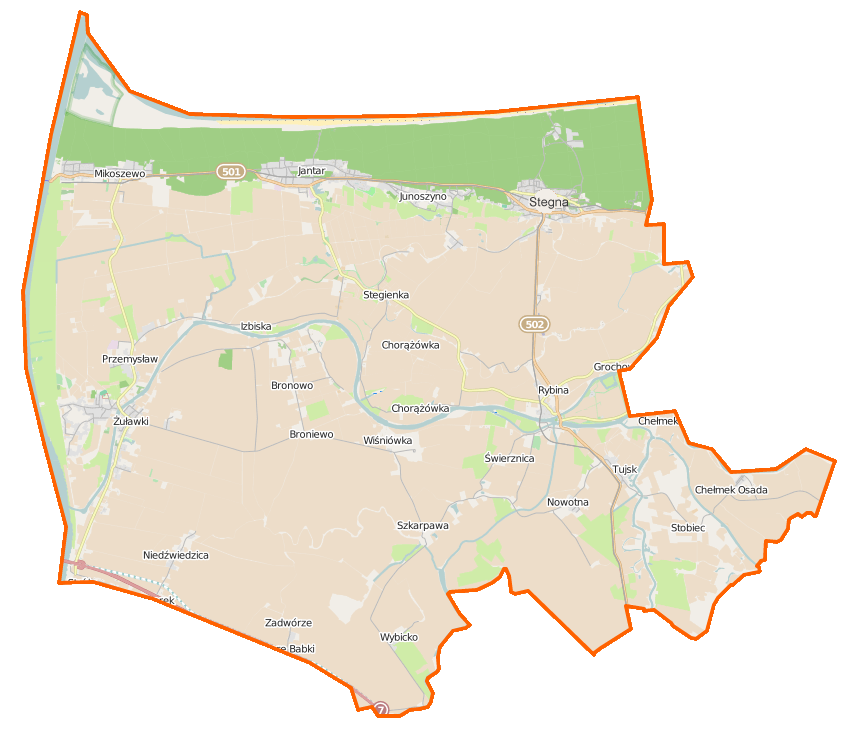
Karte der Landgemeinde

Das Wort "Jantar" stammt von der litauischen Entsprechung des Wortes Bernstein. Die ersten Informationen über das Dorf wurden im Jahr 1400 aufgezeichnet. Es gab zwei Gasthäuser in der Siedlung. Zu Beginn des vierzehnten Jahrhunderts beteiligten sich die Einwohner an der Gründung einer Hochwasserschutzorganisation – des Ufervereins. Während des Polnisch-Litauisch-Deutschen Krieges von 1409 bis 1411 wurde Jantar von den Truppen, die die Marienburg belagerten, geplündert und verwüstet. Nach dem Zweiten Frieden von Thorn ging das Dorf in den Besitz der Stadt Danzig über. 1903 wurde eine öffentliche Grundschule mit sechs Klassen gegründet. Im Jahr 1945 erhielt das Dorf den Namen Paców und 1947 wurde es in Jantar geändert.

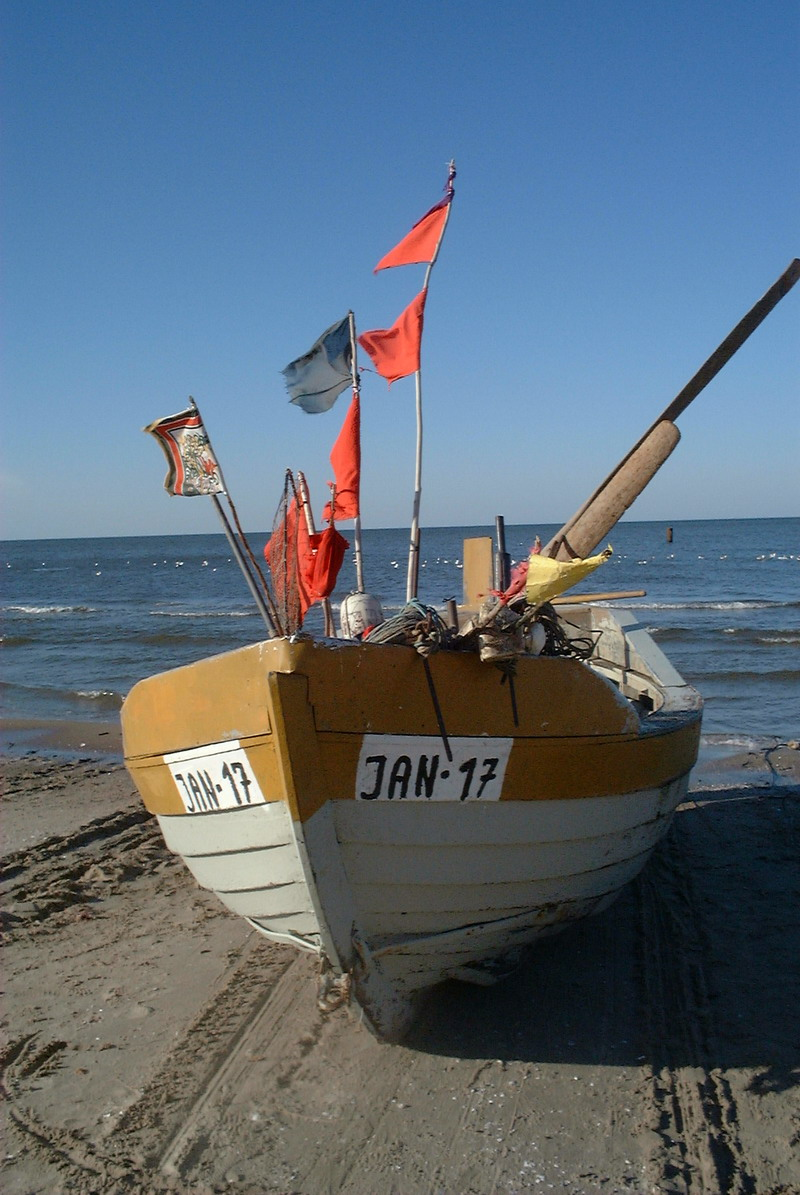
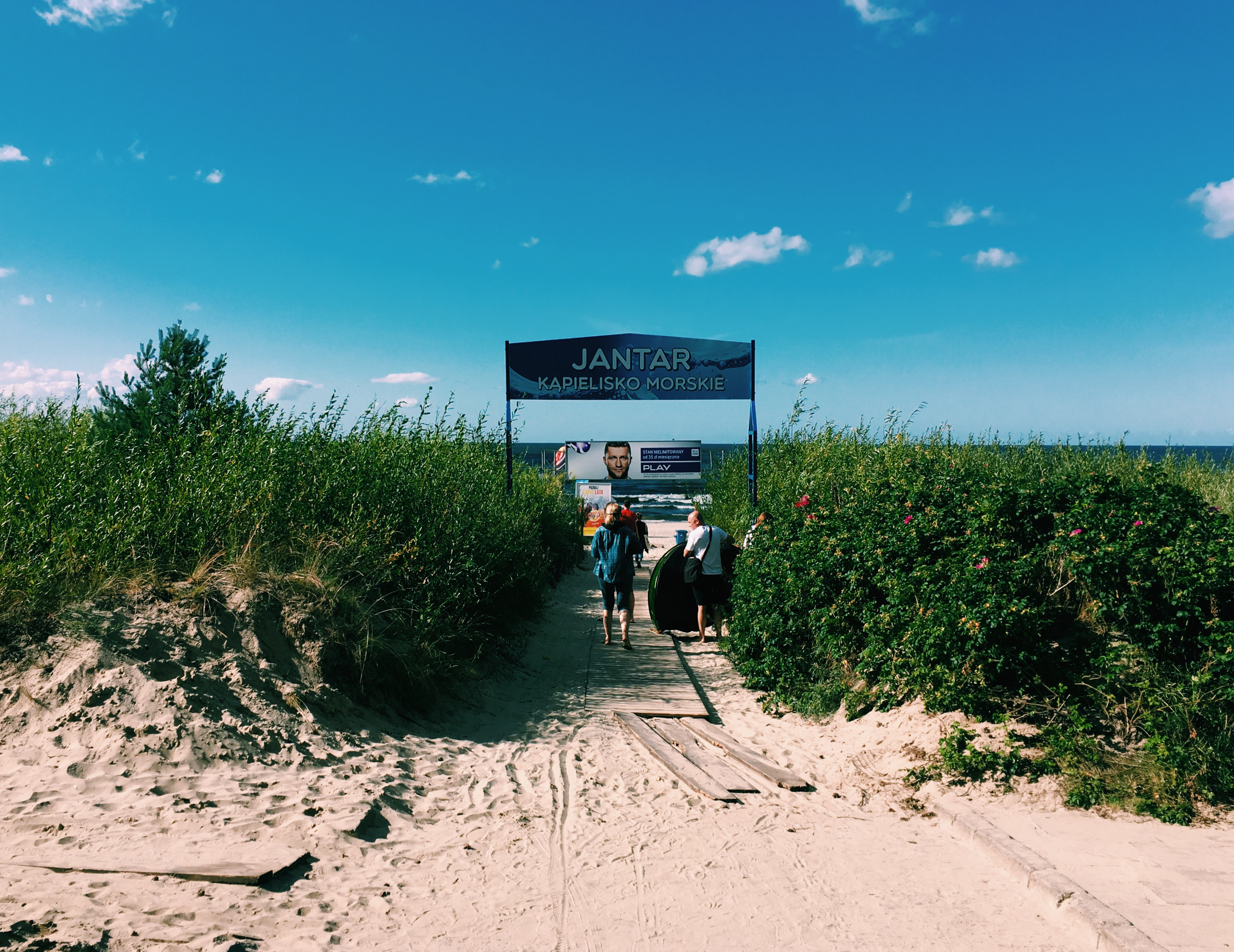
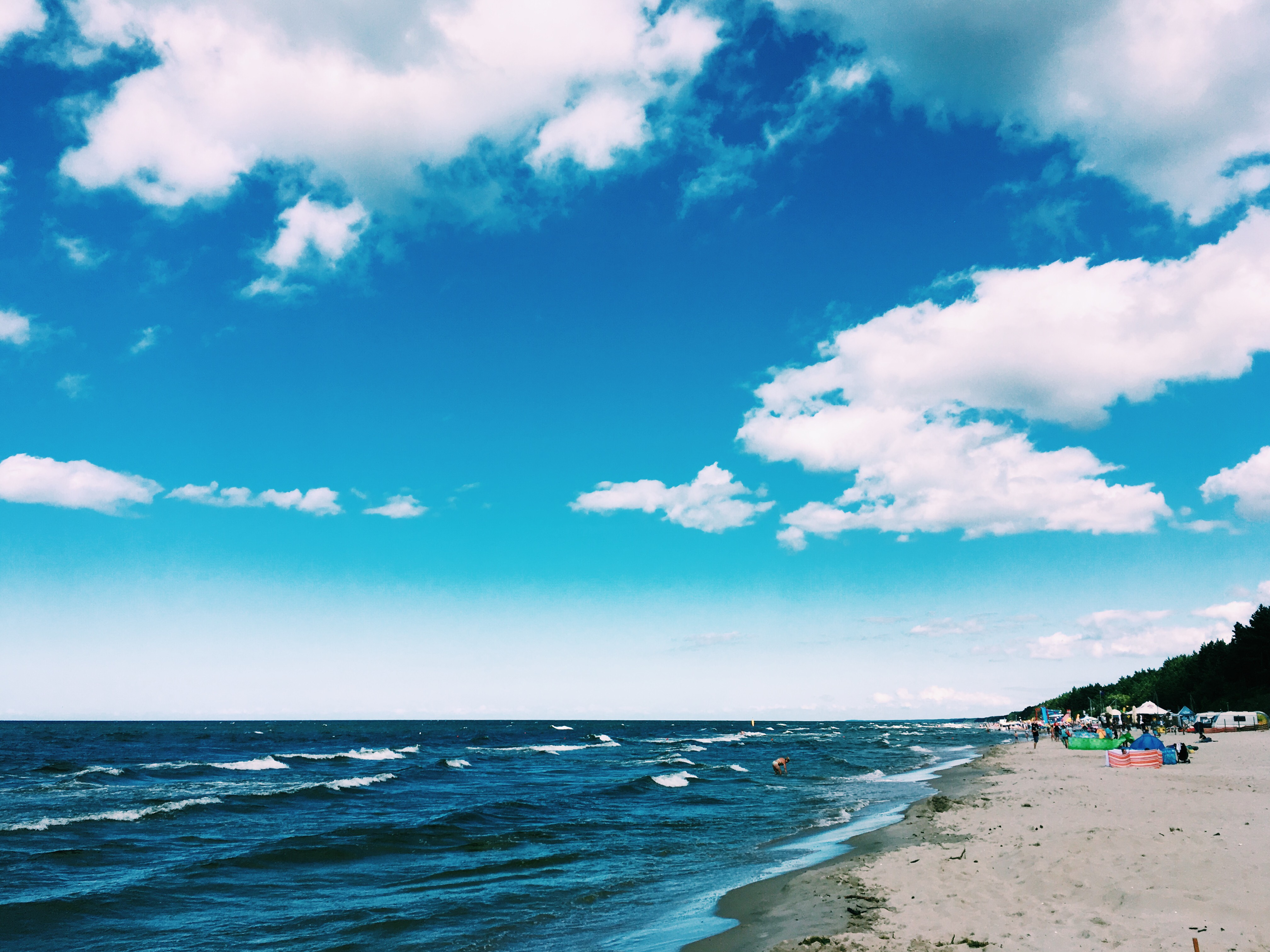
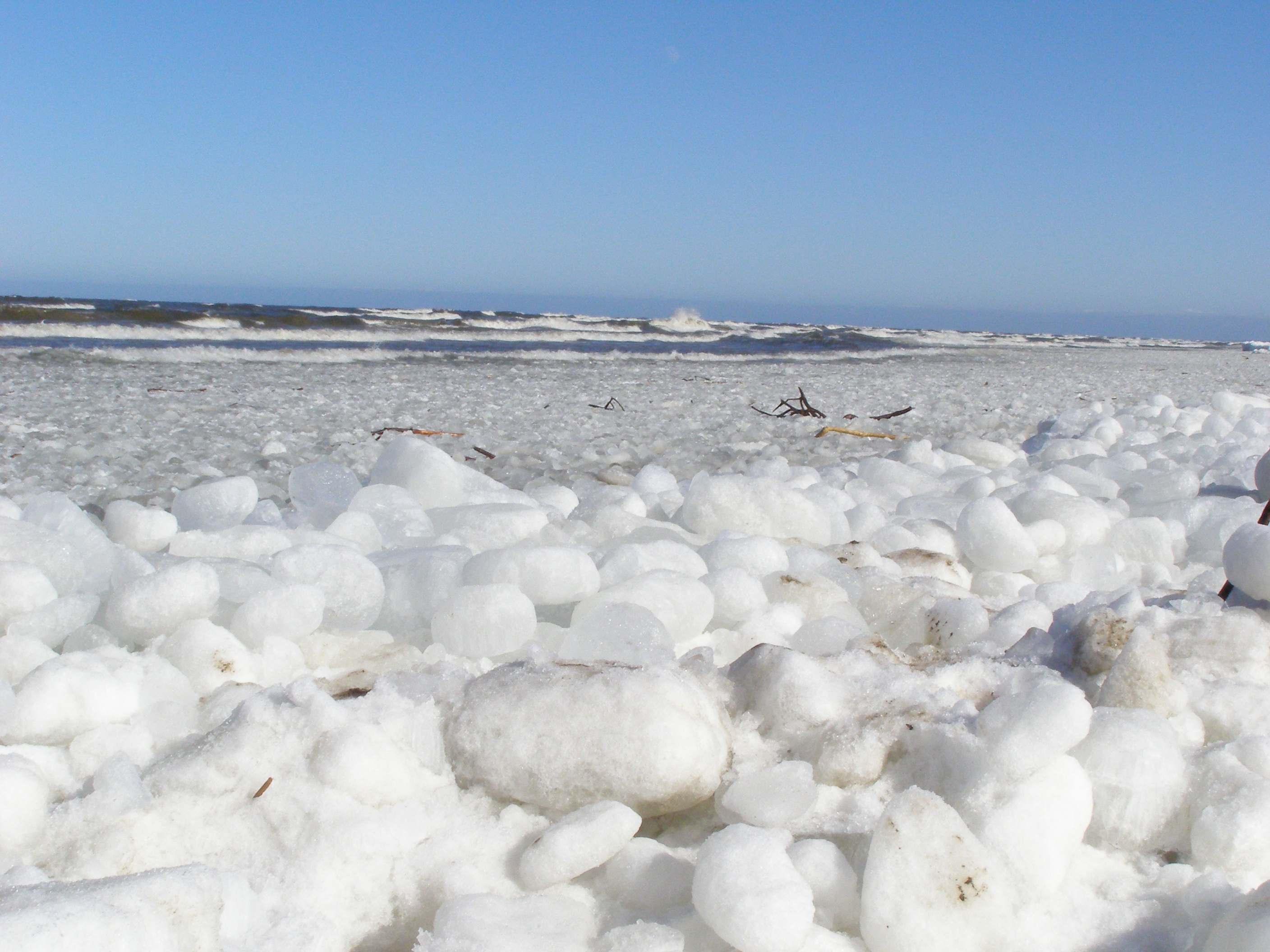

## Verkehr
Jantar liegt an der Woiwodschaftsstraße 501 von Danzig nach Krynica Morska (Kahlberg-Liep). 